# 평창 오대산사고
평창 오대산사고(平昌 五臺山史庫)는 대한민국 강원특별자치도 평창군 진부면, 오대산에 있는 《조선왕조실록》(朝鮮王朝實錄)』과 왕실의 족보인 《선원보략》(璿遠譜略)』을 보관하기 위해 지었던 조선 후기 5대 사고 중 하나이다. 1963년 1월 21일 대한민국의 사적 제37호로 지정되었다.

## 개요
『조선왕조실록(朝鮮王朝實錄)』과 왕실의 족보인 『선원보략(璿遠譜略)』을 보관하기 위해 지었던 조선 후기 5대 사고 중 하나이다.
『실록』은 조선 전기에 서울의 춘추관을 비롯하여 충주·전주·성주에 나누어 보관하였는데, 임진왜란(1592)으로 전주사고에 보관하고 있던 것만 남고 나머지는 모두 불타 없어졌다. 선조 39년(1606)에 다시 만들어 춘추관·태백산·묘향산·강화 마니산·오대산에 사고를 짓고 보관하였다. 그러나 인조 때 이괄의 난(1624)과 병자호란(1636)으로 『춘추관본』이 불타 없어졌고, 그 후 정족산·태백산·적상산·오대산에 보관하게 하였다. 『정족산본』과 『태백산본』은 현재 서울대학교에 보관되어 있고, 『적상산본』은 한국전쟁 중 없어졌으며, 『오대산본』은 일본에서 거의 불타 없어졌다.
오대산 사고가 있던 곳은 원래 물·불·바람이 침입하지 못한다는 상서로운 곳이었다고 한다. 사고를 지을 당시에는 실록각·선원각·별관, 그리고 사고를 지키던 수호사찰로 영감사가 있었으며, 참봉 2명과 군인 60명, 승려 20명이 사고를 관리하고 지켰다. 한국전쟁으로 모두 불에 탔으나 1992년에 사각과 선원보각으로 이루어진 사고의 건물을 다시 지어 오늘에 이르고 있다.

## 현지 안내문
이 곳은 조선시대 역사서인 조선왕조실록과 조선왕실(朝鮮王室)의 족보(族譜)인 선원보략(璿源譜略)을 보관하던 사고(史庫)가 있던 자리이다. 오대산 사고는 1606년(선조 39)에 이 곳이 물·불·바람의 재화(災禍)를 막을 수 있는 길지(吉地)라는 풍수지리설에 의해 역사서를 보관하기 적절한 곳이하 하여 건립되었다.
사각(史閣)과 선원보각(璿源譜閣) 등의 건물은 한국전쟁 때 불에 타서 모두 없어졌고, 현재 남아 있는 건물은 남아 있는 자료를 통하여 복원된 것이다. 부근에는 역사서를 지키고 관리하기 위한 목적으로 세워진 사고사(史庫寺)가 있었다.
조선왕조실록은 초기에 춘추관(春秋館)·충주(忠州)·전주(全州)·성주(星州)에 1부씩 보관되었으나 임진왜란 때 전주실록만 내장산(內藏山)으로 옮겨져 남고 나머지는 모두 불타 버렸다. 1606년(선조 39) 3부가 다시 제작되어 춘추관·태백산(太白山)·묘향산에 보관되었고, 전주본은 강화 마니산(摩尼山)에, 그리고 교정본(校訂本)은 이 곳 오대산 사고에 보관되었다. 그후 병자호란(1636년)과 이괄의 난(李适의 亂, 1624년)으로 인하여 춘추관본·마니산본이 불에 타거나 파손되었으므로, 다시 4부의 실록이 작성되어 강화도 정족산(鼎足山)·태백산·무주 적상산(茂朱 赤裳山)·오대산에 1부씩 보관되었다.
오대산에 보관되었던 실록은 일제 강점기에 동경제국대학(東京帝國大學)으로 옮겨져 1923년 관동대지진(關東大地震) 때 거의 불타 버렸다.

## 같이 보기
- 조선왕조실록
- 선원보략

## 참고 자료
- 평창 오대산사고 - 국가유산청 국가유산포털